# کوه وارسپایت
کوه وارسپایت (به انگلیسی: Mount Warspite) یک کوه در کانادا است که در آلبرتا واقع شده‌است. کوه وارسپایت ۲٬۸۶۰ متر بالاتر از سطح دریا واقع شده‌است.